# キーウ地下鉄スヴャトーシノ・ブロヴァールスィカ線
スヴャトーシノ・ブロヴァールスィカ線（1号線）は、ウクライナ・キーウ地下鉄の鉄道路線の一つである。

## 沿線

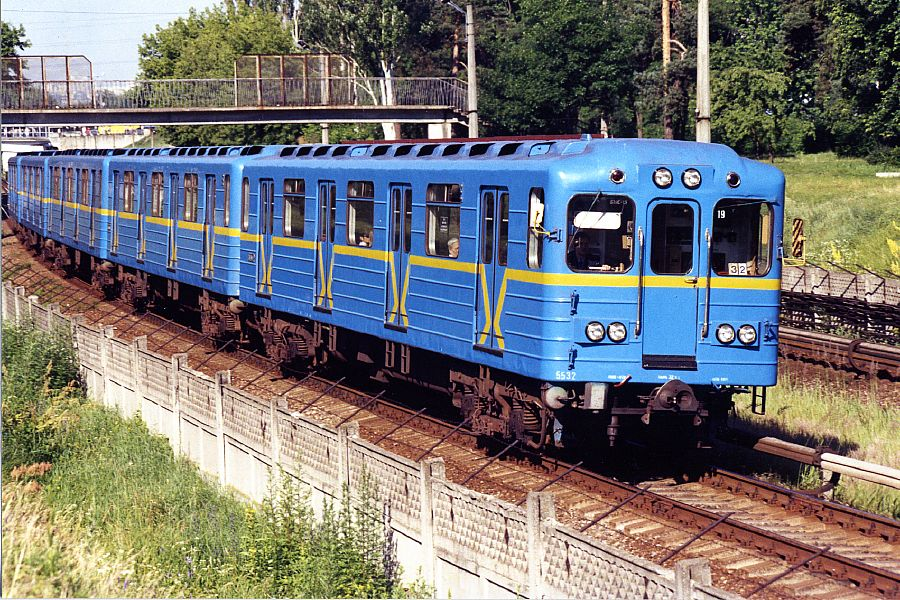
スヴャトーシノ・ブロヴァールスィカ線（1号線）のЄж型車両

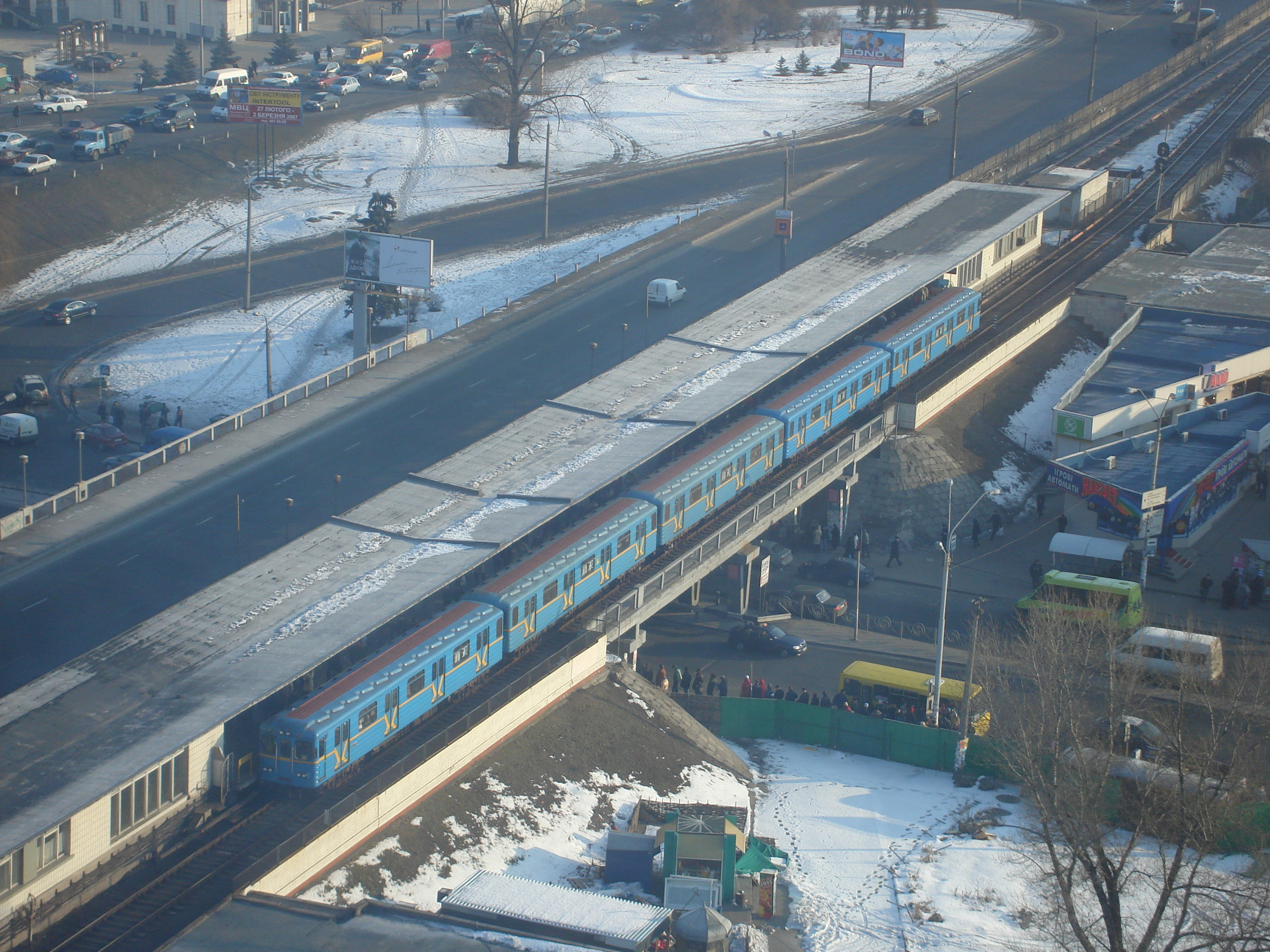
リヴォベレージュナ駅

スヴャトーシン駅前には、郊外へ向かう長距離バスのターミナルが置かれている。ヴォグザーリナ（「駅」を意味する）は、その名の通りキーウの中心駅であるクィーイィウ・パサジールスィクィイ駅（「キーウ・旅客ターミナル」）に近い。ウニヴェルスィテート（「大学」）も、その名の通りキーウ大学に近い駅である。テアトラーリナ（「劇場」）、ゾロチ・ヴォロータ（「黄金の門」）、フレシュチャーティク（「巡礼」；目抜き通りの名称）、マイダーン・ネザレージュノスチ（「独立広場」；キーウの中心広場の名前）は、市の最中心部にある。ヒドロパールク（「水公園」）は、その名の通りドニエプル川の中州にある公園の中央に位置する。
なお、ドニプロー駅より先終点リソヴァー駅までは地上区間を走行する。

## 沿革
- 1960年11月6日…ヴォグザーリナ駅 - ドニプロー駅間が開業。
- 1963年11月5日…シュリャーウシカ駅 - ヴォグザーリナ駅間が開業。
- 1965年11月5日…ドニプロー駅 - ダールヌィツャ駅間が開業。
- 1968年11月4日…ダールヌィツャ駅 - チェルニーヒウシカ駅間が開業。
- 1971年11月5日…スヴャトーシン駅 - シュリャーウシカ駅間が開業。
- 1979年12月4日…チェルニーヒウシカ駅 - リソヴァー駅間が開業。
- 1987年11月7日…テアトラーリナ駅開業。
- 2003年5月24日…アカデミステーチュコ駅 - スヴャトーシン駅間が開業。

## 車両

### 現用車両
- E形
- Ezh形
- 81-501/502形
- 81-717/714形

### 過去の車両
- Д型

### 今後の車両
- 81-553/554/555型「スラヴーティチ」
- 81-7021/7022型

## 駅一覧
| 日本語駅名             | ウクライナ語駅名       | 営業キロ | 接続路線、備考                                     |
| ---------------------- | ---------------------- | -------- | -------------------------------------------------- |
| アカデミステーチュコ駅 | Академмістечко         | 0.0      |                                                    |
| ジトームィルシカ駅     | Житомирська            |          |                                                    |
| スヴャトーシン駅       | Святошин               |          | ウクライナ鉄道                                     |
| ヌィーウクィ駅         | Нивки                  |          |                                                    |
| ベレステーイシカ駅     | Берестейська           |          | ウクライナ鉄道                                     |
| シュリャーウシカ駅     | Шулявська              |          |                                                    |
| 技術大学駅             | Політехнічний інститут |          | トラム、キーウ技術大学の最寄り駅                   |
| ヴォグザーリナ駅       | Вокзальна              |          | ウクライナ鉄道（キーウ旅客駅）                     |
| ウニヴェルスィテート駅 | Університет            |          | キーウ大学の最寄り駅                               |
| テアトラーリナ駅       | Театральна             |          | 地下鉄：■3号線（ゾロチー・ヴォロータ駅）           |
| フレシチャーティク駅   | Хрещатик               |          | 地下鉄：■2号線（マイダーン・ネザレージュノスチ駅） |
| アルセナーリナ駅       | Арсенальна             |          | 世界で一番深い地下鉄駅                             |
| ドニプロー駅           | Дніпро                 |          |                                                    |
| ヒドロパールク駅       | Гідропарк              |          |                                                    |
| リヴォベレージュナ駅   | Лівобережна            |          | ウクライナ鉄道                                     |
| ダールヌィツャ駅       | Дарниця                |          |                                                    |
| チェルニーヒウシカ駅   | Чернігівська           |          |                                                    |
| リソヴァー駅           | Лісова                 | 22.64    |                                                    |